# شرق‌وزان قطبی
بادهای شرقی کم‌عمق و نامنظم و پراکنده در قطب‌سوی کمربند کم‌فشار نیمه‌گرمسیری (جنبِ‌قطبی) سامانه بادی شرق‌وزان قطبی (Polar easterlies) نامیده می‌شود. شرق‌وزان قطبی ویژگی مناطق شمالگان و قطبی است. بادها در مناطق با عرض بالا، جهات مختلفی به خود می‌گیرند که ناشی از اختلالات جوی محلی است. از طرف دیگر، در نیمکره جنوبی، جنوبگان یک خشکسار پوشیده با یخ است که محکم در روی این قطب مستقر شده و با پهنه اقیانوسی وسیعی احاطه می‌شود. در اینجا به نظر می‌رسد که جریان مارپیچی به خارج بادهای شرقی قطب، ویژگی عمده گردش هوا باشد. نمایهٔ شرق‌وزان قطبی (polar easterlies index) معیاری از قدرت باد شرقی بین عرض‌های ۵۵ و ۷۰ درجهٔ شمالی است.